# Coupe nord-africaine des clubs 2015
La Coupe nord-africaine des clubs 2015, appelée également Coupe de l'UNAF des clubs 2015 est la première édition de cette compétition qui s'est déroulé du 14 au 19 août 2015, dans le Stade Mohammed V, à Casablanca.
C'est le Raja Club Athletic qui remporte finalement la compétition en terminant premier du groupe avec 7 points, devant son dauphin égyptien, Ismaily Sporting Club qui totalise 4 points.

## Équipes participantes
- Raja Club Athletic  - 8e du classement 2014/2015
- Club Africain  - Champion de Tunisie 2015
- Ismaily Sporting Club  - 6e du classement 2014/2015
- Al Hilal Benghazi S.C.  - Invité d'honneur

## Primes
Chaque participant touche une prime en fonction de ses résultats :
- 50 000 dollars pour le vainqueur.
- 25 000 dollars pour le deuxième.
- 15 000 dollars pour le troisième.
- 10 000 dollars pour le quatrième.

## Compétition
| Rang | Équipe                | Pts | J | G | N | P | Bp | Bc | Diff |  | Résultats (▼ dom., ► ext.) |  |     |     |     |
| ---- | --------------------- | --- | - | - | - | - | -- | -- | ---- |  | -------------------------- |  | --- | --- | --- |
| 1    | Raja Club Athletic    | 7   | 3 | 2 | 1 | 0 | 3  | 0  | +3   |  | Raja Club Athletic         |  | 1-0 | 2-0 | 0-0 |
| 2    | Ismaily Sporting Club | 4   | 3 | 1 | 1 | 1 | 6  | 3  | +3   |  | Ismaily Sporting Club      |  |     | 2-2 | 4-0 |
| 3    | Club Africain         | 4   | 3 | 1 | 1 | 1 | 5  | 5  | 0    |  | Club Africain              |  |     |     | 3-1 |
| 4    | Al Hilal Benghazi     | 1   | 3 | 0 | 1 | 2 | 1  | 7  | -6   |  | Al Hilal Benghazi          |  |     |     |     |

## Vainqueur
| Coupe nord-africaine des clubs Vainqueur 2015 |
| --------------------------------------------- |
| Raja de Casablanca Premier titre              |